# تخفيست (أوكايمدن)
تخفيست هي إحدى مشيخات المملكة المغربية، تتبع جغرافيا لإقليم الحوز وإداريًا لأوكايمدن. يقدر عدد سكانها بـ 4376 نسمة حسب الإحصاء الرسمي للسكان والسكنى لسنة 2004.